# Billy Goat Tavern

La Taberna Billy Goat en la Avenida de Míchigan

La Taberna Billy Goat es una cadena de tabernas localizada en Chicago, Illinois. Sus restaurantes están basados en la Taberna Billy Goat original fundada en 1934 por Billy Sianis, un inmigrante griego. Consiguió fama principalmente a través de las columnas en el diario de Mike Royko, una supuesta maldición a los Cachorros de Chicago, y el Sketch del Café Olympia en Saturday Nigth Live.
Ahora tienen varias ubicaciones en el área de Chicago, incluyendo Navy Pier, el Merchandise Mart, Aeropuerto O'Hare,
y el West Loop en la Calle Madison, a pocas cuadras del United Center, y expandiéndose a Washington, D.C. en 2005. La ubicación en D. C. es la primera fuera del área de Chicago y está predispuesto a atender principalmente a Chicago Transplants, así como estudiantes del Georgetown University Law Center localizado al otro lado de la calle.

## Historia

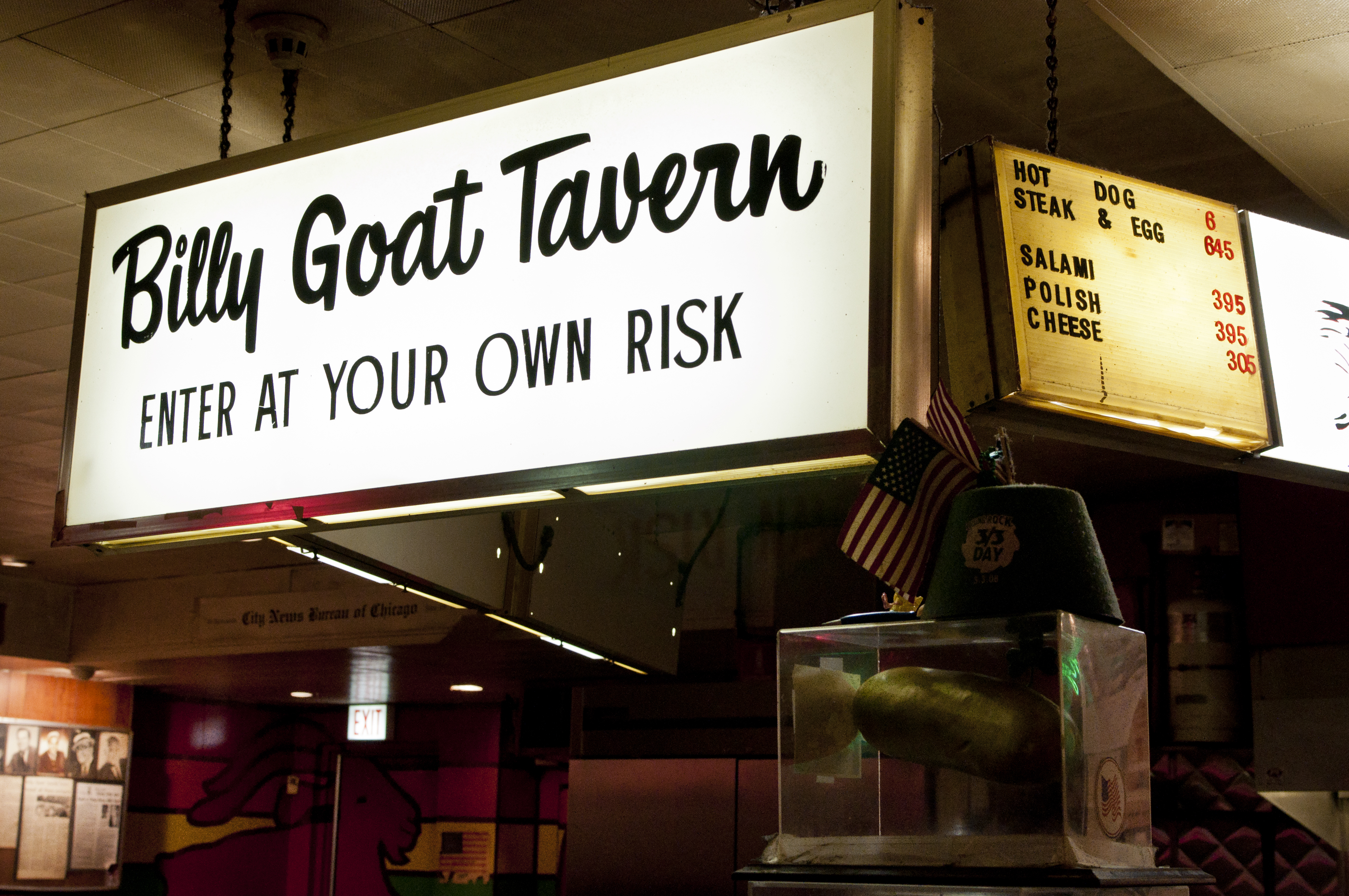
Señal dentro de la taberna

La primera ubicación, en 1855 W. Madison St., abrió en 1934 cuándo William "Billy Goat" Sianis compró la Taberna Lincoln, cercana al Estadio de Chicago, por 205 dólares con un cheque sin fondo (fondos que consiguió en su primer fin de semana de apertura). Cuándo la Convención Nacional Republicana de 1944 vino a la ciudad, él colocó un cartel que decía "No Se Permiten Republicanos," causando que el sitio se llenara con republicanos reclamando ser servidos. Naturalmente, una gran publicidad siguió, lo cual Sianis característicamente aprovechó.
En 1964, el restaurante se mudó a su dirección actual en 430 N. Míchigan Ave., Que es en realidad por debajo de la Avenida Míchigan, hecho posible por la red de Chicago de multiniveles de calles en aquella proximidad. Siendo situado entre las oficinas del Chicago Tribune y el Viejo edificio Chicago Sun-Times lo que llevó a la taverna a ser mencionada en cualquier número de columnas de periódicos, particularmente aquellos de Mike Royko.
En los 70s, Sianis solicitó al alcalde de Chicago, Richard J. Daley, que le emitiera la primera licencia de licor para la luna. Su esperanza, según la carta que actualmente adorna la pared del establecimiento, era servir a su país al servir deliciosas hamburguesas con queso a astronautas así como aumentar luna-ticos (moon-goats).
En vísperas del año Nuevo 2005, la taberna apropiadamente realizó una fiesta de despedida para el Servicio Noticioso de la ciudad (City News Service), sucesor a la afamada Agencia Noticiosa de la Ciudad de Chicago, cuyos reporteros eran un fieles clientes del Billy Goat por décadas. Una señal pequeña que conmemora la primera agencia noticiosa de América todavía cuelga cerca de la pared noroeste.
En lo que él decía y esperaba se volviera una tradición, el senador Junior de Illinois EE. UU. el Republicano Representante electo Mark Kirk se citó con su adversario Democrático vencido, Alexi Giannoulias, por 20 minutos en la taberna de Chicago, lo que siguió a una campaña amarga y una elección apretada, donde ambos lados habían hecho cada cual al otro sus secretos públicos.

## Maldición de los Cachorros
La taberna es también conocida por su implicación en la Maldición del Billy Goat (también conocida como la "Maldición de los Cachorros"). El dueño Sianis llevó una cabra, la mascota de la taberna, al cuarto juego de la Serie Mundial de 1945, un juego en casa en el Wrigley Field contra los Tigres de Detroit. A pesar de pagar los boletos de asientos, el dueño de los Cachorros Philip K. Wrigley presuntamente expulsó a Sianis y a su cabra debido al olor de esta. Presuntamente, Sianis arrojó una maldición en el equipo para que nunca ganaran otro campeonato de Serie Mundial.

## Olympia Café
Otra cartel dice: "Cheezborger, Cheezborger, Cheezborger. No Pepsi. Coca," Estas palabras, con Pepsi y Coca en orden inverso, fue originalmente popularizado por John Belushi en "Olympia Café," un sketch tempranero de Saturday Night Live que estaba inspirado en la taberna. Eran Bill Murray y el escritor de sketches (y medio jugador) Don Novello quiénes eran clientes frecuentes en el "Billy Goat"; Belushi y Murray eran oriundos del área de Chicago, y Novello se mudó a Chicago en los1960s.